# 산헤드린
산헤드린(히브리어: סנהדרין, 그리스어: συνέδριον, synedrion, 영어: sanhedrin 모여 앉는다)은 모든 유대의 도시에 유대교 법에 의해 세워진 23~71/72명의 판관들의 모임이다. 로마제국에서는 반(反)로마투쟁을 하지 않는다면, 식민지의 종교와 자치활동을 인정했으므로 고대 이스라엘 사회에서 산헤드린 의회는 영향력이 있는 집단이었다.
대(大)산헤드린(Great Sanhedrin)은 유대교의 판관들의 모임으로 최고 법원 역할을 하는 고대 이스라엘의 재판 기구였다. 대 산헤드린은 지도자인 나쉬, 코헨 가돌(대제사장/대사제), 부 판관인 아브 베잇 딘, 그리고 69명의 평회원으로 이루어졌다. 개역 한글판 성서에서는 공회로, 공동번역성서에서는 의회로 번역한 산헤드린은 대 산헤드린을 이른다. 70년 멸망하기 전의 예루살렘의 제 2성전시기에, 대 산헤드린은 성전 안에 있는 다듬은 돌 뜰에 낮 동안 열렸으며, 안식일과 유대교 축제일에는 열리지 않았다.
유대에서의 주요한 역할 이외에 산헤드린은 기독교를 세우는 중요한 회의가 되었으며, 예수의 산헤드린 재판과 관련하여 복음서에 기술되어 있다.사도행전에도 성 바울과 성 스데파노가 산헤드린 의회에서 재판을 받은 이야기가 나온다.

## 같이 보기
- 얌니아 회의
- 대평의회 (잉글랜드)